# 平野洋子
平野 洋子（ひらの ようこ、1962年11月16日 - 2010年2月7日）は、日本の小説家、実業家。湯河原温泉おかみの会会長、社団法人湯河原温泉観光協会理事、湯河原温泉旅館協同組合理事、湯河原町商工会総代人、神奈川県観光審議会委員、全国女将サミット運営委員会副委員長を兼任した。小説家としては短編「梅一夜」で第5回湯河原文学賞最優秀賞を受賞し、この姉妹編である短編「冬ほたる」も発表した。父は船越英二、母は長谷川裕見子。実兄は船越英一郎。他には一般男性の弟がいる。

## 略歴
1962年東京都生まれ。神奈川県足柄下郡湯河原町に移り住む。1983年日本大学短期大学部を卒業し、直後に家業の旅館「旅荘船越」を手伝うようになる。1990年に旅館の経営者および女将となる。2006年、短編小説「梅一夜」で第5回湯河原文学賞最優秀賞受賞。また、小説家や女将の経験を活かし講演会などの活動もしていた。2009年1月、第27回「心に残る医療」体験記コンクール（日本医師会・読売新聞社主催）にて、エッセイ「医は仁術」で日本医師会賞に入賞。

### 47歳で死去
2010年2月7日午前7時15分ごろに閉館（廃業）した旅館のはなれで自殺。旅館での重労働と介護に加え、パニック障害やうつ病を発症していた。船越家と松居一代との確執も一因だったとされた。

## 出演番組
- はんさむウーマン（NHK）

## 著書
- 『梅一夜』（祥伝社、2006年、ISBN 978-4396632649）
  - 短編「梅一夜」のみ収録
- 『梅一夜・冬ほたる』（ぜんにち出版、2009年、ISBN 978-4861361234）
  - 短編「梅一夜」、短編「冬ほたる」を収録